# Il Re Scorpione 4 - La conquista del potere
Il Re Scorpione 4 - La conquista del potere (The Scorpion King 4: Quest for Power) è un film del 2015 diretto da Mike Elliott per il mercato direct to video.
È il quarto film fantastico d'avventura dedicato al Re Scorpione dopo Il Re Scorpione, Il Re Scorpione 2 - Il destino di un guerriero e Il Re Scorpione 3 - La battaglia finale, di cui è sequel. Nel 2018 è uscito il sequel Il Re Scorpione 5 - Il libro delle anime.

## Trama
Mathayus e il suo compagno Drazen (che è sotto la tutela dell'accadico) si infiltrano nel palazzo di Skizzura per trovare un artefatto conosciuto come l'"Urna dei Re", inviati dal re Zakkour di Al-Moraad. Durante la missione, essi vengono scoperti da alcuni soldati e nella breve lotta che ne consegue, Drazen si rivela essere un traditore, imprigionando Mathayus e portando con sé l'urna.
Fuggito, Mathayus torna da re Zakkour, il quale lo informa che l'iscrizione incisa sull'Urna rivelerà il modo di usare i poteri del Signore Alcaman, un potente stregone che un tempo controllava l'intero mondo conosciuto. Sotto le istruzioni del re, Mathayus segue Drazen nel regno dei Norvania attraverso le foreste settentrionali per consegnare un trattato di pace al re Yannick, padre di Drazen. Quest'ultimo nel frattempo consegna l'Urna al padre che la frantuma per recuperare la Chiave d'Oro del Signore Alcaman, su cui è incisa la vera iscrizione.
Mathayus arriva in Norvania e viene avvicinato ed affrontato dalle guardie del re. Mathayus ha la meglio sui soldati, ma si lascia comunque arrestare, così da poter entrare nel castello del re. In carcere, Mathayus incontra una detenuta, Valina Raskov, ex promessa sposa di Drazen, che convince Mathayus a pagarla se vuole che gli riveli il modo per incontrare il re. Drazen appare con le guardie e prende Mathayus per torturarlo, sospettando che il suo trattato di pace sia un pretesto per potersi vendicare del tradimento subito. Tuttavia, re Yannick crede all'accadico e accetta l'offerta di pace, lo rilascia, e lo invita ad un banchetto. Durante la cena, Drazen uccide il padre con scorpioni neri e getta la colpa su Mathayus, annullando il trattato precedentemente firmato dal sovrano. Prima di morire, Yannick dà la chiave a Mathayus, che resiste alla cattura e fugge con Valina, la quale si è finta malata per sfuggire dalla sua cella; approfittando del caos che ne consegue per lasciare il castello.
Durante la fuga, Mathayus viene ferito da una freccia alla spalla (come accadde durante lo scontro con re Memnone), costringendo Valina a portarlo da suo padre, Sorrell Raskov, uno studioso eccentrico e inventore che non è disposto a riprendere il suo posto come re. Mathayus mostra la chiave a Sorrell e questi, dopo averla tradotta; scopre gli enigmi da risolvere per giungere palazzo di Alcaman, dove un uomo degno può prendere la corona dell'antico Signore e dominare il mondo. Drazen (avendo intuito il piano di Valina) arriva sul posto e li costringe a consegnare la chiave, lasciandoli morire dando fuoco alla casa.
I tre riescono a fuggire e a seguire Drazen a Glenrrossovia, un villaggio riportato nelle note di Sorrell dal codice della chiave. Drazen comincia a terrorizzare gli abitanti del villaggio per trovare il palazzo. Mathayus, dopo aver pagato un ragazzo del luogo per recuperare la chiave, si reca insieme a Valina e a suo padre al Tempio della Dea, presieduto dalla Sacerdotessa Feminina. Notano la serratura in un buco situato in una Statua della dea, che si trova nel santuario sotterraneo del Tempio. Dopo aver inserito la chiave, il santuario viene spinto all'esterno attraverso la terra, rivelando un vetro colorato che rivela la prossima direzione del viaggio.
Dopo una lotta nella tana di Gorak con il suo avversario Chancara, Valina trova il suo amico segreto Roland che si unisce a loro partendo alla ricerca della mappa della foresta Tugarin in cui il palazzo di Alcaman è nascosto in una montagna e custodito da un drago. Essi sono intrappolati da Capo Onere che li conduce al capo della tribù di  Tugarin, il quale tenta di sacrificarli alle "creature della foresta." Ma un urlo di Mathayus costringe le creature a ritirarsi, e la tribù ad abbracciarli. Nonostante gli avvertimenti della bestia, gli eroi procedono verso la montagna, dove trovano il drago che è una bestia meccanica.
Infine, arrivano a palazzo di Alcaman e aprono la porta nascosta nella montagna. Roland dimostra di essere un traditore al servizio di Drazen; quest'ultimo entra quindi nella sala del trono di Alcaman insieme ai suoi uomini. Mathayus e Valina combattono i nemici, ma Sorrell riceve una ferita mortale da Drazen. Prendendo con sé le note di Sorrell, Mathayus scende più in profondità nel palazzo di Alcaman, ostacolato da trappole, superate le quali trova la Corona di Alcaman credendo che il suo potere possa essere l'unica speranza per guarire Sorrell. Indossata, viene avvolto dalle fiamme, ma non brucia. Mentre si prepara a tornare ai suoi compagni, sopraggiunge Drazen che lo atterra e indossa la corona. Drazen viene giudicato come l'"Uomo senza onore" e la Corona lo uccide trasformandolo in ghiaccio. Mathayus frantuma il corpo congelato del nemico e riporta in vita Sorrell ponendogli la corona sul capo, convincendolo finalmente a credere nella magia.
Il gruppo lascia la montagna e sigilla lasciando la corona all'interno e gettando anche la chiave; per poi raccontare al resto degli uomini di Drazen appena sopraggiunti sulla montagna che il potere del Signore Alcaman è soltanto una leggenda. Sorrell viene reincoronato re, ma dà la sua corona a Valina, che promette di costruire un regno basato su "scienza e la matematica, la verità e la ragione, e solo un po' di magia".

## Sequel
Un sequel, dal titolo originale Il Re Scorpione 5 - Il libro delle anime, è stato annunciato. Zach McGowan ha sostituito Victor Webster nel ruolo di Mathayus ed è stato affiancato da Pearl Thusi, Katy Saunders, Nathan Jones e Peter Mensah.